# Bernardo Musso
Bernardo Adolfo Musso (n. 17 de abril de 1986 en Pergamino, provincia de Buenos Aires, Argentina) es un baloncestista argentino que se desempeña como escolta. Actualmente forma parte del Ruvo di Puglia de la Serie B Nazionale de Italia.
A pesar de ser argentino, realizó gran parte de su carrera en Italia, a donde llegó en 2003 junto con su hermano Victorio Musso.

## Historia

### Primeros años
Tras realizar las divisiones inferiores  en el Club Sports de su Pergamino natal, e incluso integrar selecciones inferiores, los hermanos Musso, Bernardo y Victorio, emigran a Italia. Bernardo ficha por el Pallacanestro Licata de Sicilia donde disputa la "Serie C Regional". Tras una temporada, pasa al Mercede Alghero donde juega dos temporadas, para más tarde pasar al Santa Croce Olbia.

### Serie B y A
Tras seis meses en el Santa Croce Olbia, pasa al Basket Fossombrone, equipo de tercera división, donde juega 67 partidos y logra 762 puntos en dos temporadas. Esta actuación le valió para ser traspasado al Pallalcesto Udine, equipo de Lega Basket Serie A, máxima división, donde disputa 16 partidos y llega a 50 tantos. Tras esa temporada, es transferido al Basket Brescia Leonessa, de segunda división. Tras una temporada con 30 partidos jugados, pasa al Perugia Basket por un año, donde juega 27 encuentros. En 2011 ficha por el Napoli Basketball, y tras un año pasa al Fulgor Libertas Forli, donde tan solo juega seis meses, ya que en 2013 es fichado por el Victoria Libertas Pesaro en lo que sería su segundo paso por la máxima división. En dicho equipo disputó dos temporadas, donde incluso llegó a ser capitán.

2014 fue un año con un desenlace hermoso, tanto para el equipo como para mí. Ganamos el último partido de la serie y la gente invadió la cancha porque logramos nuestro objetivo. Fui un jugador muy importante en el equipo y esto me valió la confirmación y el grado de ser el capitán, que para mí no es un hecho menor.
Bernardo Musso.

### Llegada a Argentina
Para la temporada 2015-16 es contratado por el San Lorenzo de Buenos Aires, y así disputará su primera temporada en Liga Nacional de Básquet. En esa misma liga, Bernardo logró su primer título en la máxima competencia de algún país al consagrarse campeón con el equipo de Capital Federal.

es algo soñado porque no pensaba llegar a la final, ganarla y encima jugarla bien. Más que esto la verdad que no puedo pedir. La Unión es un equipo que llegó a la final y no fue por casualidad. Fue un equipo que luchó y vendió muy cara la derrota. Nos costó, pero ahora vamos a festejar y a gozar esta victoria.
Bernardo Musso.

En San Lorenzo jugó 70 partidos de Liga, con una media de 20,6 minutos. Sus promedios fueron de 6,9 puntos, 2,4 rebotes y 1,1 asistencias, con 39% en triples.

### Vuelta a Italia
Tras una temporada en San Lorenzo de Buenos Aires donde jugó 70 partidos, Bernardo fichó por el Basket Ferentino de la Serie A2, marcando así su regreso al baloncesto europeo.

## Palmarés

### En clubes
- Liga Nacional de Básquet 2015-16 con San Lorenzo de Buenos Aires